# صندوق الجواهر (عنقود نجمي)
صندوق الجواهر أو NGC 4755 في علم الفلك (بالإنجليزية: Jewel Box)‏ هو تجمع نجمي أسماه جون هيرشل صندوق الجواهر في عام 1830 نظرا لشكله المميز. وهو يعتبر تجمع نجمي مفتوح ويشاهد في كوكبة نُعَيْم، وهو أحد التجمعات النجمية التي يهتم هواة الفلك بتصويرها. ويشاهد صندوق الجواهر في نصف الكرة السماوي الجنوبي.
يُشار إلى عنقود صندوق الجواهر طبقًا لفهرس فهرس كالدويل باسم كالدويل 94، بينما يسمى صندوق الجواهر طبقا للفهرس العام الجديد أيضا NGC 4755؛ ويقدر قطره بنحو 10'، ويبلغ قدره الظاهري 4.2، وهو يبعد عنا نحو 6400 سنة ضوئية. أي أنه ينتمي إلى مجرتنا درب التبانة، البالغ قطرها نحو 100.000 سنة ضوئية .
تختلف كتل النجوم في هذا العنقود النجمي اختلافات كثيرة فهي ذات كتلة بين 1/2 كتلة شمسية إلى 20 كتلة شمسية، ولكنها جميعها لها نفس التركيب الكيميائي، ويقدر عمره بنحو 16 مليون سنة، حيث تكونت نجومه من نفس السحابة الغازية الغبارية.

## معرض صور

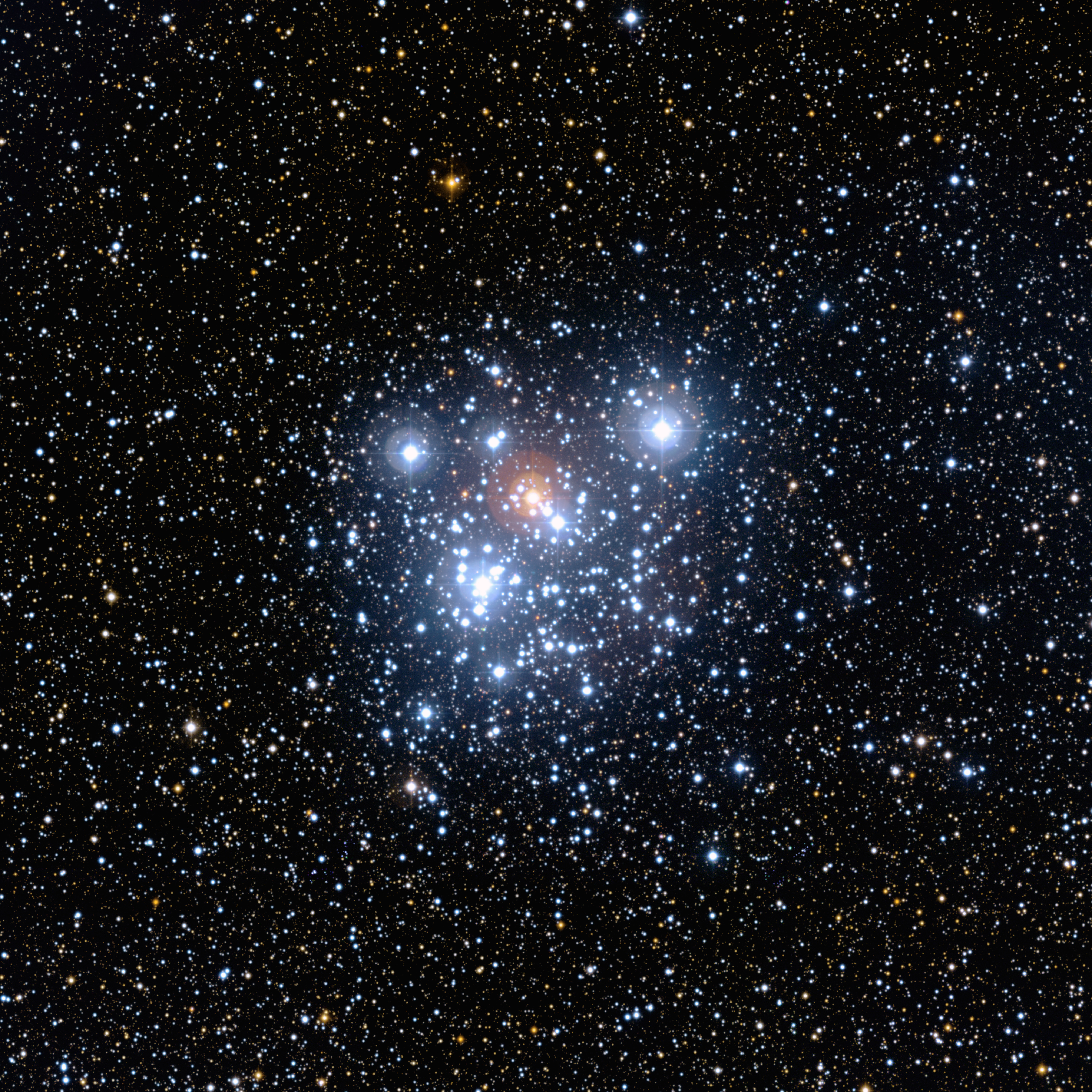
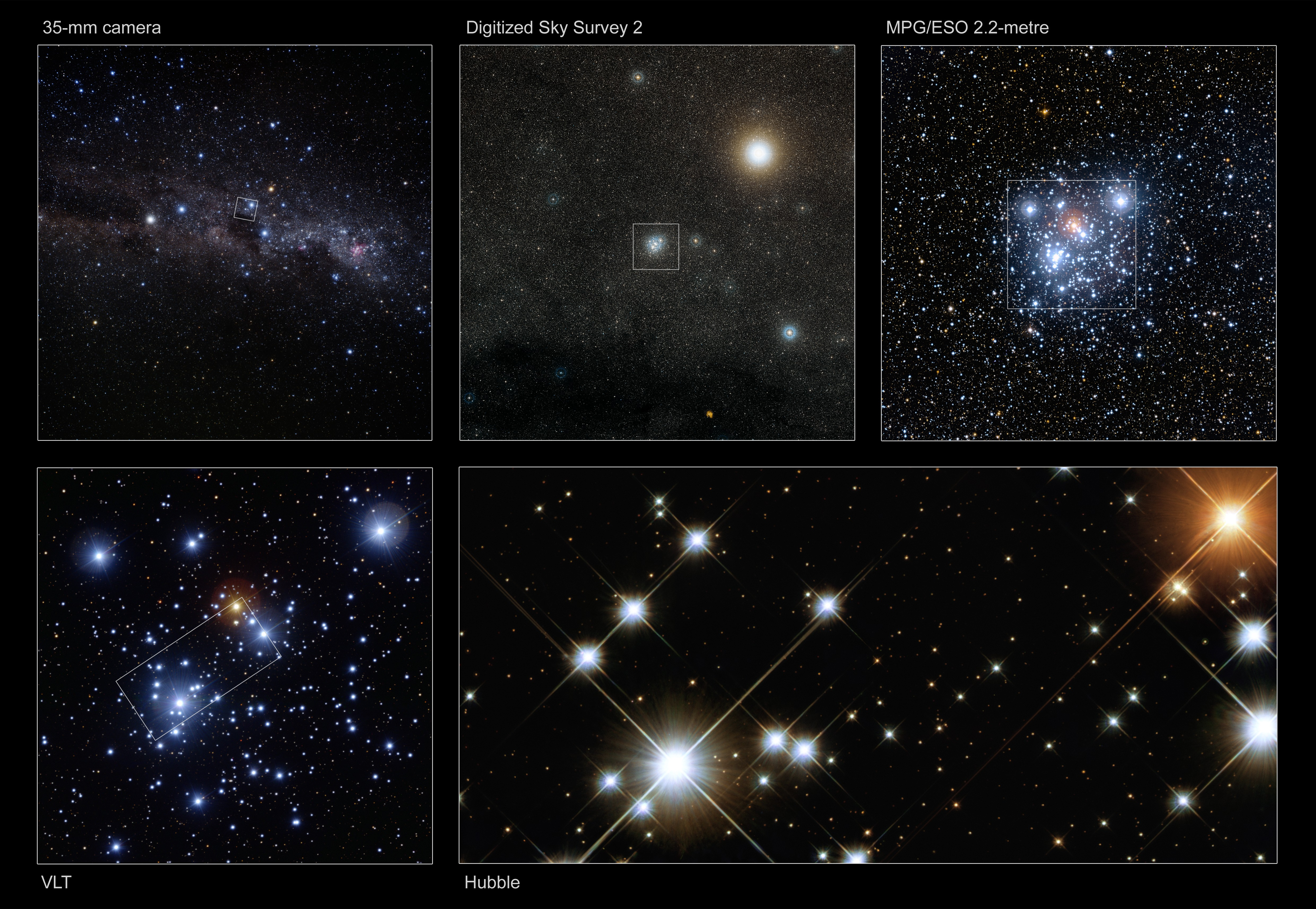
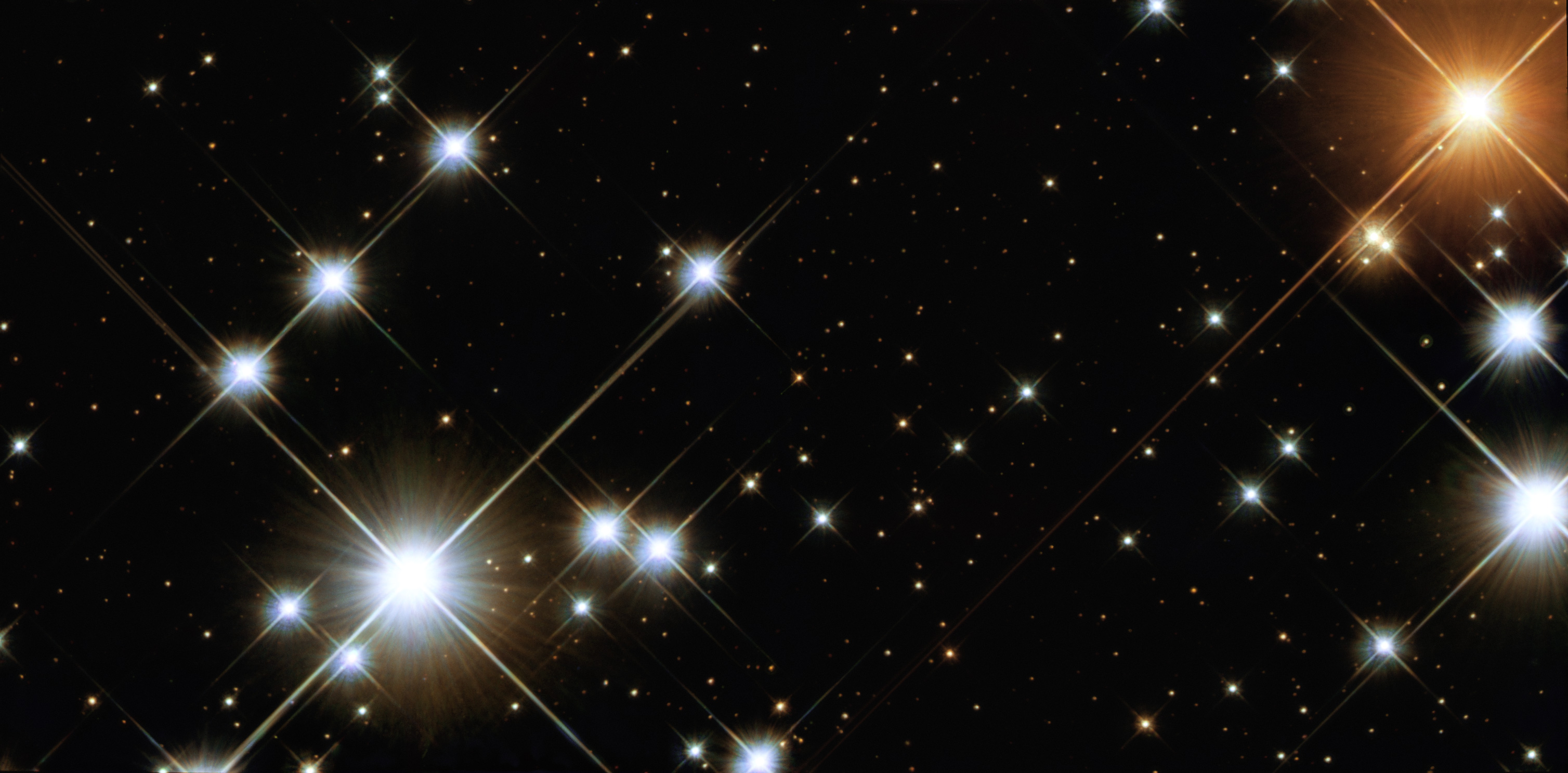

## اقرأ أيضا
- تجمع نجمي
- تجمع نجمي مفتوح
- قائمة التجمعات النجمية المغلقة